# Colline Joniche Tarantine
Die Bezeichnung Colline Joniche Tarantine steht für Rot-, Rosé- und Weißweine aus der süditalienischen Provinz Tarent in der Region Apulien. Teilweise erfolgt deren Ausbau auch als Schaumwein (Spumante), Jungwein (Novello) oder Likörwein (Liquoroso). Die Weine haben seit 2008 eine geschützte Herkunftsbezeichnung (Denominazione di origine controllata – DOC), deren letzte Aktualisierung am 7. März 2014 veröffentlicht wurde.

## Anbaugebiet
Der Anbau ist innerhalb der Provinz Tarent gestattet in den Gemeinden Laterza, Mottola, Crispiano und Martina Franca sowie in Teilen der Gemeinden von Castellaneta, Ginosa, Palagianello, Massafra, Statte und Grottaglie.

## Erzeugung
Die Appellation Colline Joniche Tarantine sieht folgende Weintypen und deren Rebsorten vor:
- Colline Joniche Tarantine Bianco und Colline Joniche Tarantine Bianco Spumante: müssen zu mindestens 50 % aus der Rebsorte Chardonnay hergestellt werden. Die restlichen maximal 50 % weißen Rebsorten (einzeln oder gemeinsam) müssen in der Produktionszone „Salento – Arco Jonico“ zum Anbau zugelassen sein.
- Colline Joniche Tarantine Verdeca: muss zu mindestens 85 % aus der Rebsorte Verdeca hergestellt werden. Die restlichen maximal 15 % weißen Rebsorten (einzeln oder gemeinsam) müssen in der Produktionszone „Salento – Arco Jonico“ zum Anbau zugelassen sein.
- Colline Joniche Tarantine Rosato, Colline Joniche Tarantine Rosso, Colline Joniche Tarantine Novello und Colline Joniche Tarantine Rosso Superiore: müssen zu mindestens 50 % aus der Rebsorte Cabernet Sauvignon hergestellt werden. Die restlichen maximal 50 % roten Rebsorten (einzeln oder gemeinsam) müssen in der Produktionszone „Salento – Arco Jonico“ zum Anbau zugelassen sein.
- Colline Joniche Tarantine Primitivo, Colline Joniche Tarantine Primitivo Superiore, Colline Joniche Tarantine Primitivo Liquoroso secco und Colline Joniche Tarantine Primitivo Liquoroso-Vino dolce naturale: müssen zu mindestens 85 % aus der Rebsorte Primitivo hergestellt werden. Die restlichen maximal 15 % roten Rebsorten (einzeln oder gemeinsam) müssen in der Produktionszone „Salento – Arco Jonico“ zum Anbau zugelassen sein.